# Limet
Limet est un hameau du village de Vierset-Barse, en Belgique. Il fait aujourd'hui administrativement partie de la commune de Modave.

## Situation
Limet est situé sur le plateau du Condroz dominant le versant est du Hoyoux et le versant nord du petit Ry Saint-Pierre. Il se trouve entre les localités de Pont-de-Bonne et de Vierset, dans la province de Liège, en région wallonne.

## Patrimoine
La chapelle Saint-Pierre est un remarquable édifice de style roman datant du XIIe siècle. Elle était une dépendance de l'abbaye cistercienne de Solières. Elle fait l'objet d'un classement au titre des monuments historiques depuis le 1er août 1933. Elle a été restaurée récemment.
On trouve aussi dans le hameau deux fermes en carré dont la ferme de Fays.